# Joaquim Rafel i Fontanals
Joaquim Rafel i Fontanals (Barcelona, 13 d'octubre de 1943) és un lingüista català. Es llicencià i doctorà en Filologia Romànica a la Universitat de Barcelona, amb la tesi La lengua catalana fronteriza en el Bajo Aragón meridional. Estudio fonológico (1973; publicada el 1981). És catedràtic emèrit d'aquesta universitat. Des de 1984 és membre de la Secció Filològica de l'Institut d'Estudis Catalans, institució de la qual fou secretari general de 1992 a 1998. És director del projecte del Diccionari del català contemporani i del Corpus textual informatitzat de la llengua catalana (1998) i director de les Oficines Lexicogràfiques de l'IEC. Va col·laborar a la redacció de l'Atles lingüístic del domini català, elaborat per Joan Veny i Lídia Pons. Ha treballat en fonologia i dialectologia, i ha esdevingut una referència en el món de la lexicografia per la seva implicació en tants projectes lexicogràfics institucionals, com la segona edició del Diccionari de llengua catalana i el Diccionari descriptiu de la llengua catalana.
Va ser guardonat amb la Creu de Sant Jordi l'any 2019 "per la seva tasca docent i de recerca".

## Obres destacades
- Diccionari de freqüències (1996-1998), en tres volums
- Documents normatius 1962-1996
- La lengua catalana fronteriza en el Bajo Aragón Meridional: estudio fonológico (1981)
- Diccionari català invers amb informació morfològica (1990, amb Joan Mascaró i Altimiras)[5]
- Diccionari descriptiu de la llengua catalana[6]